# Gordon Ramsay
Gordon James Ramsay (Johnstone, Escocia; 8 de noviembre de 1966) es un chef, dueño de restaurantes y presentador de televisión británico. En toda su carrera gastronómica ha sido condecorado con 17 estrellas Michelin, de las que hoy mantiene siete.
Además de sus facetas culinarias, Ramsay es conocido por presentar programas de televisión y espacios de telerrealidad sobre cocina, tanto en Reino Unido como en Estados Unidos. Entre los más conocidos se encuentran Hell's Kitchen, The F Word, Kitchen Nightmares y la versión estadounidense de MasterChef. Forbes enumeró sus ganancias de 2020 en 70 millones de dólares y lo ubicó en el puesto 19 en su lista de las celebridades con mayores ingresos.

## Trayectoria como cocinero

### Infancia y juventud
Ramsay nació en Johnstone, un pueblo del Condado de Renfrew en Escocia. A los cinco años su familia se mudó a Stratford-upon-Avon (Inglaterra), donde pasó su infancia. Su padre, Gordon, tuvo varios trabajos a lo largo de su vida, mientras que su madre, Helen Cosgrove, fue enfermera. Su infancia no fue fácil por problemas familiares y a los 16 años se independizó.
En su juventud, su mayor pasión era el fútbol y estuvo jugando en varios clubes a nivel aficionado. A mediados de 1984 un cazatalentos del Glasgow Rangers, equipo del que Ramsay es declarado seguidor, le llamó para hacer unas pruebas de selección. Sin embargo, su sueño de convertirse en futbolista se truncó por una lesión de rodilla. Aunque Ramsay afirmó en su autobiografía que había llegado a jugar algunos partidos amistosos con el primer equipo, los historiadores del Rangers señalaron que eso nunca sucedió, porque sólo estuvo a prueba.

### Inicios
Tras abandonar el fútbol, Ramsay se interesó por la cocina y comenzó a estudiar para convertirse en cocinero. Con 19 años ingresó en la escuela politécnica de North Oxfordshire, donde completó un curso de administración hotelera. A finales de los años 1980 tuvo su primer trabajo como ayudante de chef en el Roxburghe House Hotel.
Más tarde, se mudó a Londres para trabajar a las órdenes de uno de los cocineros más prestigiosos del Reino Unido, Marco Pierre White, en el restaurante Harveys. Después de casi tres años, abandonó su puesto y quiso trasladarse a Francia para estudiar la cocina francesa, pero Pierre White le convenció para que trabajara con Albert Roux en el restaurante Le Gavroche, situado en la capital británica. Un año después, Roux invitó a Ramsay a trabajar con él como segundo chef en Hotel Diva, un resort de esquí en los Alpes franceses. Después, Ramsay se trasladó a París para trabajar en los restaurantes de Guy Savoy y Joël Robuchon, el cocinero que más estrellas Michelin ha ganado. Durante tres años continuó trabajando en la cocina francesa clásica y adquirió conocimientos para llevar adelante sus propios negocios de restaurantes.

### Ámbito gastronómico

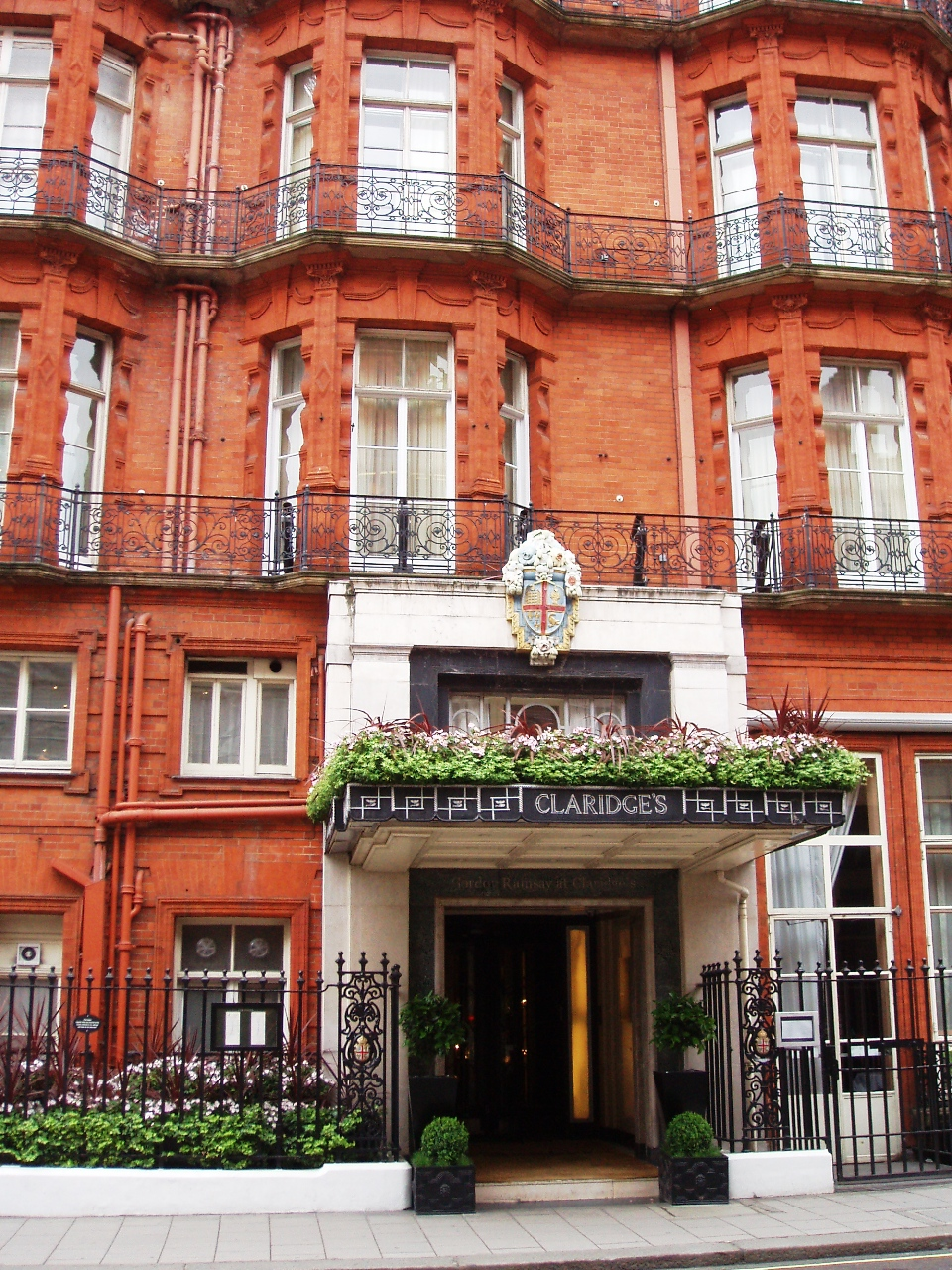
Ramsay dirigió el restaurante principal del hotel Claridge's, en Londres.

A su regreso a Londres en 1993, recibió una oferta para convertirse en chef de La Tante Claire, un restaurante situado en el barrio de Chelsea. Sin embargo, Marco Pierre White volvió a aparecer en su vida para contratarlo en otro negocio: le ofreció el puesto de chef y una participación del 10% en el negocio del Rossmore, uno de sus restaurantes. El negocio fue renombrado Aubergine y en 1994, un año después de su apertura, Ramsay consiguió la primera estrella Michelin de su carrera. El Aubergine llegó a tener dos estrellas y Gordon se mantuvo allí hasta 1997, cuando lo abandonó tras una disputa con los propietarios.
En 1998, Ramsay abrió su primer restaurante propio, el Restaurant Gordon Ramsay —también conocido como Gordon Ramsay at Royal Hospital Road— en Chelsea, en la antigua localización de La Tante Claire. Para establecer ese negocio contó con la ayuda económica de su cuñado Chris Hutcheson. En tres años fue reconocido con tres estrellas Michelin, siendo Ramsay el primer cocinero escocés en conseguirlo. Después de eso realizó una rápida expansión abriendo otros locales, la mayoría en hoteles de lujo, y se convirtió en empresario además de dueño de restaurante. El primero fue Petrus, también en Londres, al que se sumaron otros en el resto del país. Su fama sirvió también para encumbrar a otros cocineros como Angela Hartnett o Marcus Wareing, que comenzaron como protegidos suyos y más tarde han desarrollado una carrera por cuenta propia.
Uno de los restaurantes más especiales para el chef fue Amaryllis, inaugurado en 2001 en Glasgow. Aunque logró una estrella Michelin al año siguiente, se consideró demasiado sofisticado para la ciudad escocesa y ante la falta de clientes terminó cerrando en 2004.
Ramsay no abrió negocios en el extranjero hasta 2005, con la inauguración de Verre en Dubái (Emiratos Árabes Unidos), y meses después abrió dos más en Tokio (Japón). En noviembre de 2006 dio el salto a Estados Unidos con Gordon Ramsay at the London en Nueva York, que ingresó en la Guía Zagat. En 2007 estableció su primer restaurante en el Condado de Wicklow (Irlanda) y en 2008 amplió su presencia a Los Ángeles y a París, con un último local en el hotel Trianon de Versalles.

### Reconocimientos
En toda su trayectoria como cocinero, Gordon Ramsay ha ganado un máximo de 17 estrellas Michelín. Es el tercer cocinero del mundo en número de estrellas, sólo superado por Joël Robuchon, con 31, y Alain Ducasse, con 19. En el año 2006 fue condecorado con la Orden del Imperio Británico.
El primer restaurante de Gordon, Restaurant Gordon Ramsay, mantiene las tres estrellas Michelin y fue durante ocho años el mejor de Londres según la publicación Harden's. En 2008 perdió esa condición en favor de Petrus, un restaurante dirigido por uno de sus antiguos protegidos, Marcus Wareing.

## Ámbito televisivo
Al margen de su trayectoria como chef, Gordon Ramsay ha estado muy vinculado a la televisión. Actualmente presenta Hell's Kitchen y la versión estadounidense de MasterChef. Además ha conducido la versión estadounidense de Kitchen Nightmares y el programa Hotel Hell.
Su primera aparición fue en una serie documental producida por Channel 4, Boiling Point, en la que se mostraba cómo trabajaba en su primer restaurante después de abandonar el Aubergine. Durante toda la serie destacó por mostrar una personalidad intimidante, malhablada, perfeccionista y temperamental, que convirtió en una de sus principales señas. En 2000 la misma cadena volvió a contar con él para otra serie, Beyond Boiling Point. La colaboración con Channel 4 se ha mantenido a lo largo de los años, hasta el punto de convertirle en uno de los rostros más visibles del canal.
No fue hasta 2004 cuando Ramsay hizo su propio programa de televisión. El 27 de abril de 2004, Channel 4 estrenó el primer programa de Ramsay, Ramsay's Kitchen Nightmares, una serie donde el chef acudía a restaurantes del Reino Unido con problemas, para ayudarles en sólo una semana a remontar su situación. La serie contó con cinco temporadas, grabadas entre 2004 y 2007, mas dos programas especiales. Al mismo tiempo participó en la primera edición del programa de telerrealidad Hell's Kitchen, emitido en ITV1, donde entrenaba a diez celebridades británicas para convertirlas en chefs.
Además de los espacios de telerrealidad, Ramsay presenta un programa semanal en Channel 4 llamado The F Word, que está especializado en cocina. En el espacio se ve cómo se trabaja en distintas especialidades, se presentan reportajes sobre cocina saludable y se visitan restaurantes del país. Además invita a celebridades británicas para conversar sobre cocina y otros proyectos. Otros de sus programas han sido Gordon's Great Escape (2010), donde visita la India e indaga sobre su cocina, y Ramsay's Best Restaurant (2010), donde buscaba el mejor restaurante del país. A diferencia de sus shows estrella, estos programas no tuvieron el éxito esperado. En 2010 fundó One Potato Two Potato, su propia productora para televisión.
El éxito de sus principales programas llamó la atención de la FOX, que le contrató en mayo de 2005 y le introdujo al público de Estados Unidos. El 30 de mayo de 2005 debutó en la versión estadounidense de Hell's Kitchen, aunque la mayor diferencia respecto al programa británico reside en que los participantes son anónimos. El programa superó las expectativas de los directivos, y se grabaron varias temporadas. En septiembre de 2007 comenzó Kitchen Nightmares, versión de Ramsay's Kitchen Nightmares para el público estadounidense que continúa en emisión. Los proyectos en Estados Unidos hicieron que Ramsay dejara de colaborar con sus versiones británicas.
Desde 2010 es director y juez en el programa MasterChef y en 2012 presentó Hotel Hell, donde asesora a hoteles de Estados Unidos en problemas.
En septiembre de 2022 participó como estrella invitada en el programa de cocina Selena + Chef, presentado por la actriz y cantante Selena Gomez para la cadena HBO Max.

## Negocios
Todos los restaurantes y negocios de Gordon Ramsay están gestionados por el conglomerado Gordon Ramsay Holdings Limited, fundado en 2002. Ramsay posee un 69% de las acciones, valoradas en 67 millones de libras esterlinas. Su cuñado Chris Hutcheson fue director ejecutivo de la compañía hasta octubre de 2010, cuando fue cesado. Sus negocios también incluyen libros, programas de televisión y consultorías sobre cocina y alimentación para empresas. En 2009, se reveló que Ramsay ganaba más de 10 millones de libras al año con sus diferentes programas de televisión.
Los restaurantes de Estados Unidos fueron abiertos después de que Ramsay alcanzara un acuerdo con un fondo de inversión especializado en private equity, Blackstone Group. Sus socios adquirieron varios hoteles que reconvirtieron en centros de cinco estrellas, e invirtieron mucho dinero por locales en 10 años de alquiler. En el año 2006 se abrieron tres restaurantes en Nueva York, Los Ángeles y Boca Raton (Florida), este último ya cerrado.
Pese al éxito de los restaurantes en la Guía Michelin, el grupo ha tenido serias dificultades económicas, fruto de su rápida expansión. A mediados de 2009, una auditoría de KPMG desveló un descubierto de al menos siete millones de libras, producida en su totalidad por la división internacional. Sólo su restaurante de Nueva York, premiado con dos estrellas Michelin, acumuló una deuda de dos millones. Para evitar la suspensión de pagos, Ramsay y Hutcheson tuvieron que pagar las deudas de su bolsillo y se cerraron los locales menos importantes.

## Críticas
Gordon Ramsay ha sido uno de los cocineros más premiados de su época, pero ha generado numerosas polémicas por su comportamiento, en ocasiones muy temperamental. En una ocasión, llegó a expulsar de uno de sus restaurantes a A. A. Gill, un crítico gastronómico, después de que en una reseña dijera que Ramsay era «un magnífico chef, pero una decepción como persona». Este comportamiento ha sido su seña principal en sus programas de televisión, donde se forjó un estilo personal característico. En espacios como Hell's Kitchen o Kitchen Nightmares, no duda en gritar a sus participantes y ser una persona muy intimidante si hacen algo mal o que no es de su gusto.
Las apariciones televisivas de Ramsay han sido criticadas en numerosas ocasiones por algunos compañeros de profesión, que le acusan de exceso de protagonismo. Uno de sus descubridores, Marco Pierre White, llegó a decir de él que «no se puede ser chef y aparecer en televisión todo el tiempo. Cuando yo gané mis estrellas Michelin estaba siempre detrás de los fogones». Su fama también ha llamado la atención de la prensa sensacionalista británica, que ha publicado varias veces noticias sobre su vida personal. Ramsay ha afirmado que su aparición en los medios ha perjudicado a su negocio en más de una ocasión.
Las expresiones malsonantes utilizadas por Ramsay también le han supuesto un problema. En Australia, donde su programa Kitchen Nightmares obtuvo mucha popularidad, varias asociaciones de padres pidieron su retirada por el lenguaje malsonante del cocinero. La polémica llegó incluso al Parlamento australiano, donde se estudió un cambio en el código de regulación de la televisión.

## Vida personal
Ramsay está casado desde 1996 con Cayetana Elizabeth Hutcheson, más conocida como Tana Ramsay, con la que ha tenido seis hijos: Megan, Holly, Jack, Matilda, Oscar y Jesse. Su esposa es una profesora especializada en el método de enseñanza Montessori, y ha publicado varios libros sobre cocina, asesorada por su marido. Su cuñado Chris Hutcheson fue responsable del imperio de restaurantes de Gordon hasta 2010.
Actualmente su familia reside en Battersea, un barrio situado en el centro de Londres. Una de sus mayores aficiones es el fútbol y es seguidor de Glasgow Rangers. También practica triatlón.
Su hija Holly está comprometida con el nadador Adam Peaty.